# Telekomunikacyjna linia kablowa
Telekomunikacyjna linia kablowa – kabel lub kilka kabli jedno- lub wielożyłowych wraz z osprzętem linii kablowej, ułożone na wspólnej trasie między węzłami sieci telekomunikacyjnej.
Tory kablowe są w mniejszym stopniu narażone na wpływ warunków zewnętrznych (zakłócenia, warunki atmosferyczne) niż drutowe tory napowietrzne. Linie kablowe kładzie się zazwyczaj pod ziemią (0,7-1,0 m) lub w kanalizacji kablowej (gdy linia przebiega przez teren gęsto zabudowany), stosuje się także linie kablowe napowietrzne (linie nadziemne) oraz podwodne.
Kabel telekomunikacyjny to rodzaj mediów transmisyjnych przewodowych. Kable najczęściej są używane do przesyłania energii elektrycznej AC/DC, jednak bardzo często są stosowane w branży telekomunikacyjnej do transmisji fal elektromagnetycznych i mają branżową nazwę falowodów elektromagnetycznych
Łączność telekomunikacyjna to przesyłanie fal, czyli sygnałów modulowanych i jedną z metod transmisji jest stosowanie kabli telekomunikacyjnych. W przypadku gdy jest konieczność transmisji na duże odległości stosuje się anteny telekomunikacyjne

## Rodzaje kabli
Istnieje kilka typów przewodów telekomunikacyjnych:
- linie transmisyjne, w których przesyłane są sygnały elektryczne
- falowody, gdy transmitowane są fale elektromagnetyczne
- światłowody, gdy przesyłane są fale świetlne[1]

Zależnie od budowy kabli linie kablowe dzielą się na:
- symetryczne
- współosiowe

Zależnie od zastosowania linii kablowej, dzieli się je na:
- miejscowe
- wewnątrzstrefowe
- dalekosiężne

Telekomunikacyjne kable zasilające składają się z miedzianej linki stosowanej w obwodach AC/DC do 600 V, izolowanej bezhalogenowymi niepalnymi materiałami poliolefinowymi o ograniczonym dymieniu przypadku pożaru, odpornymi na wysoką temperaturę i wilgoć. Przewody te są dostarczane jako produkty klasy B (standardowe) oraz klasy I (giętkie).
Przewody klasy B – mają centralną żyłę miedzianą odpowiadającą definicji klasy B określonej w normie EN 50290-2-24/prAA. Przewód klasy B jest zbudowany z szeregu pojedynczych skręcanych linek miedzianych nawiniętych razem w jedną lub więcej spiralnie skręconych warstw. Poszczególne linki wykonane są z wyżarzonej miedzi lub wyżarzonej cynowanej miedzi.
Kable klasy I – kable elektroenergetyczne klasy I lub giętkie mają centralną żyłę roboczą odpowiadającą definicji klasy I wg normy EN 50289-1-6:2002. Żyła robocza wykonana jest w postaci wiązki skrętek z pojedynczych żył o małej średnicy. Pojedyncze żyły o małej średnicy są zazwyczaj wykonane z 24 drutów miękkich lub wyżarzonych. W kablach telekomunikacyjnych elektroenergetycznych określonych jako klasa I, wielodrutowe sploty z drutów o małej średnicy mogą składać się z 24 do 34 drutów.
Telekomunikacyjny kabel zasilający przeznaczony jest do pracy w obwodach rozdzielczych AC/DC, torach kablowych, szafach i kanałach instalowanych w centralach telekomunikacyjnych, stacjach nadawczych, wieżach telefonii komórkowej i innych obiektach daleko oddalonych od terenów zabudowanych. Środowiska te są zwykle suche, ale kable mogą być umieszczane w częściowo zadaszonych lub zabezpieczonych przestrzeniach szczelinowych lub w podziemnych tunelach, gdzie może występować woda i wysoki poziom wilgotności.
Kable telekomunikacyjne zasilające, wykonane z materiałów izolacyjnych typu RHH lub RHW, zgodnie z Rozporządzeniem Ministra Infrastruktury z dnia 26 października 2005, są dopuszczone do stosowania kabli telekomunikacyjnych w miejscach suchych, wilgotnych i mokrych. Produkty o podwójnej wartości znamionowej RHH/RHW mogą być stosowane w instalacjach telekomunikacyjnych każdego rodzaju.
- „suche”: miejsca, które zwykle nie są narażone na wilgoć lub zamoczenie. Miejsce sklasyfikowane jako suche może być czasowo narażone na wilgoć lub zamoczenie, jak w przypadku budynku w trakcie budowy. Obiekty telekomunikacyjne spełniające tę „suchą” definicję, obejmują budynki centrali telekomunikacyjnych i większość wolnostojących budynków rozdzielni telekomunikacyjnych.
- „wilgotne”: miejsca chronione przed warunkami atmosferycznymi nie narażone na nasycenie wodą lub innymi płynami, ale narażone na umiarkowany stopień zawilgocenia takie jak otwarte werandy, piwnice, hale wolnostojące i magazyny. Obiekty z instalacją telekomunikacyjną spełniające tę „wilgotną” definicję obejmują przechowalnie kabli w budynkach C.O. i telekomunikacyjnych szafach rozdzielczych.
- „mokre”: instalacja jest prowadzona pod ziemią lub w płytach betonowych, lub na słupach, narażona na działanie warunków atmosferycznych. Lokalizacje takie są podatne na nasycenie wodą lub innymi płynami. Podziemne włazy i wyłazy to obiekty telekomunikacyjne, które spełniałyby tę „mokrą” definicję. Przewód zasilający standardowo nie jest umieszczany w takich obiektach. Jednak przewody typu RHW są brane pod uwagę w przypadku niektórych naziemnych telekomunikacyjnych szaf rozdzielczych zlokalizowanych na terenach zalewowych lub na obszarach zagrożonych powodzią[3].

## Systemy jakości
W celu utrzymania stałego poziomu jakości produkcji kabli, producenci stosują najczęściej system zarządzania jakością zgodny z najnowszą normą EN 13501-6. Wymagania dotyczące jakości i niezawodności są dwojakiego rodzaju, produktowe i kwalifikacyjne:
- wymagania produktowe dotyczące wyrobu powinny być spełnione przy każdym produkcie poprzez zastosowanie odpowiednich metod kontroli jakości.
- wymagania kwalifikacyjne mają stanowić dowód odpowiedniego projektowania oraz produkcji i są odnawiane w miarę potrzeb rynku w celu zapewnienia właściwej jakości produktu[1].

W 2016 roku Komisja Europejska opracowała normę zharmonizowaną EN 50575 – Kable i przewody elektroenergetyczne, sterownicze i telekomunikacyjne. Kable i przewody do zastosowań ogólnych w obiektach budowlanych o określonej klasie odporności pożarowej. Dokument ten, został opublikowany w formie dyrektywy unijnej i jest obowiązującym prawem. Na producentów kabli nakłada obowiązek opracowania deklaracji zgodności (DoP) i oznakowania zgodnego z CE w zakresie konstrukcji i parametrów ogniowych. Projektanci muszą stosować się do dyrektywy przy tworzeniu dokumentacji projektowych. Kable muszą być zainstalowane zgodnie z dyrektywą, a więc dotyczy ona również użytkowników instalacji.